# Football Club Stade Nyonnais 2011-2012
Questa voce raccoglie le informazioni riguardanti il Football Club Stade Nyonnais nelle competizioni ufficiali della stagione 2011-2012.

## Stagione
Nella stagione 2011-2012 lo Stade Nyonnais, allenato da Jean-Michel Aeby, concluse il campionato di Challenge League al 12º posto e fu retrocesso in Prima Lega Promotion. In Coppa Svizzera lo Stade Nyonnais fu eliminato al secondo turno dal Sion.

## Rosa
| N. |                         | Ruolo | Calciatore        |
| -- | ----------------------- | ----- | ----------------- |
| 1  | Svizzera (bandiera)     | P     | David Marques     |
| 3  | Ghana (bandiera)        | D     | Alfred Nelson     |
| 4  | Svizzera (bandiera)     | D     | Adriano De Pierro |
| 5  | Francia (bandiera)      | C     | Bertrand N'Dzomo  |
| 6  | Svizzera (bandiera)     | C     | Dylan Stadelmann  |
| 7  | Svizzera (bandiera)     | A     | David Luongo      |
| 8  | Francia (bandiera)      | D     | Yanis Cavaglia    |
| 9  | Francia (bandiera)      | A     | Fréderic Besseyre |
| 10 | Francia (bandiera)      | C     | Tony Andreu       |
| 11 | RD del Congo (bandiera) | D     | Emmanuel Domo     |
| 12 | RD del Congo (bandiera) | C     | Ridge Mobulu      |
| 14 | Serbia (bandiera)       | A     | Samir Ramizi      |

| N. |                          | Ruolo | Calciatore             |
| -- | ------------------------ | ----- | ---------------------- |
| 15 | Svizzera (bandiera)      | D     | Yvan Bolay             |
| 16 | Svizzera (bandiera)      | A     | Tshitumba N'Gindu      |
| 17 | Svizzera (bandiera)      | D     | Nicolas Gétaz          |
| 18 | Svizzera (bandiera)      | P     | Živko Kostadinović     |
| 19 | Francia (bandiera)       | C     | Cédric De La Loma      |
| 20 | Svizzera (bandiera)      | C     | Manuel Bühler          |
| 21 | Svizzera (bandiera)      | C     | Christopher Gargantini |
| 22 | Senegal (bandiera)       | C     | Ibrahim Diallo         |
| 24 | Svizzera (bandiera)      | A     | Karim Chentouf         |
| 28 | Guinea-Bissau (bandiera) | C     | Abdul Carrupt          |
| 30 | Svizzera (bandiera)      | P     | Ludovic Zwahlen        |

## Organigramma societario
Area tecnica
- Allenatore: Jean-Michel Aeby
- Allenatore in seconda: Christophe Jean
- Preparatore dei portieri: Ferdy Lamon
- Preparatori atletici:

## Calciomercato

### Sessione estiva
| Acquisti | Acquisti          | Acquisti   | Acquisti |
| R.       | Nome              | da         | Modalità |
| -------- | ----------------- | ---------- | -------- |
| C        | Ibrahim Diallo    | Lugano II  |          |
| D        | Baptiste Buntschu | Losanna    |          |
| C        | Abdul Carrupt     | Losanna    |          |
| D        | Benoît Bryand     | Losanna    |          |
| A        | Karim Chentouf    | Meyrin     |          |
| D        | Adriano De Pierro | Young Boys |          |
| D        | Nicolas Gétaz     | Losanna    |          |
| C        | Dylan Stadelmann  | Yverdon    |          |

| Cessioni | Cessioni           | Cessioni     | Cessioni |
| R.       | Nome               | a            | Modalità |
| -------- | ------------------ | ------------ | -------- |
| P        | Christian Liviero  | Terre Sainte |          |
| P        | Mathieu Débonnaire | Losanna      |          |
| C        | Damien Germanier   | Echallens    |          |
| D        | Steve Katana       | Meyrin       |          |
| D        | Gilles Levrand     | Martigny     |          |
| A        | Luís Pimenta       | Lugano       |          |
| A        | Geoffrey Malfleury | Red Star     |          |
| D        | Michele Morganella | Sion         |          |
| D        | Stéphane Sarni     | Lugano       |          |

### Sessione invernale
| Acquisti | Acquisti      | Acquisti            | Acquisti |
| R.       | Nome          | da                  | Modalità |
| -------- | ------------- | ------------------- | -------- |
| C        | Ridge Mobulu  | Vancouver Whitecaps |          |
| D        | Alfred Nelson | Liberty Prof.       |          |
| A        | Samir Ramizi  | Drita               |          |

| Cessioni | Cessioni                 | Cessioni     | Cessioni |
| R.       | Nome                     | a            | Modalità |
| -------- | ------------------------ | ------------ | -------- |
| D        | Baptiste Buntschu        | Delémont     |          |
| D        | Benoît Bryand            | Terre Sainte |          |
| A        | Quentin Rushenguziminega | Echallens    |          |

## Risultati

### Challenge League

#### Andata
| Arbitro: | Laperrière |

|                |           |            |
| De La Loma 90’ | Marcatori | 85’ Doudet |

| Arbitro: | Graf |

|                       |           |             |
| Gashi 45’ Stojkov 86’ | Marcatori | 1’ Besseyre |

| Arbitro: | San |

|                                     |           |                                                         |
| Merenda 18’ Trípodi 90’ Rafinha 90’ | Marcatori | 42’ Chentouf 73’ De La Loma 90’ (aut.) Bader 90’ Bühler |

| Arbitro: | Gut |

|  |           |             |
|  | Marcatori | 68’ Bijelić |

| Arbitro: | Winter |

|  |           |                         |
|  | Marcatori | 8’ N'Dzomo 36’ Besseyre |

| Arbitro: | San |

|                                          |           |                           |
| Andreu 13’ (rig.) Luongo 52’ Carrupt 81’ | Marcatori | 60’ Possanzini 62’ Senger |

| Arbitro: | Winter |

|                               |           |                                |
| Hassell 46’ Sadiku 86’ (rig.) | Marcatori | 29’ (rig.) Andreu 44’ Besseyre |

| Arbitro: | Bieri |

|                               |           |                              |
| Andreu 28’ (rig.) Carrupt 86’ | Marcatori | 36’ Bellón 90’ van der Werff |

| Arbitro: | Schärer |

|            |           |  |
| Senkal 65’ | Marcatori |  |

| Arbitro: | Amhof |

|            |           |                                       |
| Luongo 45’ | Marcatori | 63’ Ivanishvili 71’ (rig.) Mihajlović |

| Arbitro: | Winter |

|                                                 |           |              |
| Fejzulahi 34’ Čavušević 37’ (rig.) Ngamukol 67’ | Marcatori | 33’ Besseyre |

| Arbitro: | Munuera |

|  |           |                               |
|  | Marcatori | 2’ (rig.), 42’ (rig.) Lüscher |

| Arbitro: | San |

|                                      |           |  |
| Bühler 26’ Besseyre 26’ Chentouf 87’ | Marcatori |  |

| Arbitro: | Kever |

|                           |           |                       |
| Scarione 4’ Montandon 40’ | Marcatori | 26’ Andreu 61’ Bühler |

| Arbitro: | Pache |

|                |           |  |
| De La Loma 86’ | Marcatori |  |

#### Ritorno
| Arbitro: | Jaccottet |

|                                |           |            |
| Bonanni 16’ Pimenta 37’ (rig.) | Marcatori | 17’ Ramizi |

| Arbitro: | Erlachner |

|                             |           |  |
| Sermeter 36’ Ciarrocchi 74’ | Marcatori |  |

| Arbitro: | Bieri |

|  |           |                                       |
|  | Marcatori | 22’ Abegglen 28’, 89’ (rig.) Scarione |

| Arbitro: | Winter |

|                   |           |                              |
| Besseyre 36’, 63’ | Marcatori | 55’ Schultz 60’ (rig.) Gashi |

| Arbitro: | Gut |

|                             |           |                         |
| Rodriguez 1’ Szlykowicz 50’ | Marcatori | 7’ Besseyre 61’ Carrupt |

| Arbitro: | Klossner |

|           |           |  |
| Andreu 5’ | Marcatori |  |

| Arbitro: | Huwiler |

|  |           |          |
|  | Marcatori | 82’ Domo |

| Arbitro: | Schärer |

|                   |           |                          |
| Besseyre 27’, 54’ | Marcatori | 64’ Mouangue 81’ Bastida |

| Arbitro: | Winter |

|                             |           |           |
| Šabanović 2’ Bellón 4’, 90’ | Marcatori | 47’ Gétaz |

| Arbitro: | Schärer |

|                                 |           |                              |
| Steuble 7’, 61’ Gaspar 31’, 45’ | Marcatori | 19’ Nelson 22’ (aut.) Weller |

| Nyon 28 aprile 2012, ore 18:30 CEST 26ª giornata | Stade Nyonnais | 0 – 0 referto | Bienne | Centre sportif de Colovray (585 spett.)\| Arbitro: \| Erlachner \| |
| Arbitro:                                         | Erlachner      |               |        |                                                                    |

| Arbitro: | Bieri |

|            |           |             |
| Ramizi 72’ | Marcatori | 87’ Carrara |

| Arbitro: | Klossner |

|                                  |           |                                               |
| Saliu 11’ Tadić 60’ Foschini 68’ | Marcatori | 2’ Cavaglia 17’ Andreu 62’ Mobulu 71’ Carrupt |

| Nyon 19 maggio 2012, ore 18:00 CEST 29ª giornata | Stade Nyonnais | 0 – 0 referto | Chiasso | Centre sportif de Colovray (505 spett.)\| Arbitro: \| Hänni \| |
| Arbitro:                                         | Hänni          |               |         |                                                                |

| Arbitro: | Graf |

|                        |           |              |
| Antić 84’ Llumnica 90’ | Marcatori | 88’ Besseyre |

### Coppa Svizzera
| 17 settembre 2011, ore 17:30 CEST Primo turno | FC Abtwil-Engelburg | 1 – 5 | Stade Nyonnais |  |

| 15 ottobre 2011, ore 17:30 CEST Secondo turno | Stade Nyonnais | 1 – 2 | Sion |  |

## Statistiche

### Statistiche di squadra
| Competizione     | Punti | In casa | In casa | In casa | In casa | In casa | In casa | In trasferta | In trasferta | In trasferta | In trasferta | In trasferta | In trasferta | Totale | Totale | Totale | Totale | Totale | Totale | DR |
| Competizione     | Punti | G       | V       | N       | P       | Gf      | Gs      | G            | V            | N            | P            | Gf           | Gs           | G      | V      | N      | P      | Gf     | Gs     | DR |
| ---------------- | ----- | ------- | ------- | ------- | ------- | ------- | ------- | ------------ | ------------ | ------------ | ------------ | ------------ | ------------ | ------ | ------ | ------ | ------ | ------ | ------ | -- |
| Challenge League | 34    | 15      | 4       | 7       | 4       | 17      | 18      | 15           | 4            | 3            | 8            | 24           | 31           | 30     | 8      | 10     | 12     | 41     | 49     | -8 |
| Coppa Svizzera   | -     | 1       | 0       | 0       | 1       | 1       | 2       | 1            | 1            | 0            | 0            | 5            | 1            | 2      | 1      | 0      | 1      | 6      | 3      | +3 |
| Totale           | 34    | 16      | 4       | 7       | 5       | 18      | 20      | 16           | 5            | 3            | 8            | 29           | 32           | 32     | 9      | 10     | 13     | 47     | 52     | -5 |

### Andamento in campionato
| Giornata  | 1 | 2  | 3 | 4  | 5 | 6 | 7 | 8 | 9 | 10 | 11 | 12 | 13 | 14 | 15 | 16 | 17 | 18 | 19 | 20 | 21 | 22 | 23 | 24 | 25 | 26 | 27 | 28 | 29 | 30 |
| --------- | - | -- | - | -- | - | - | - | - | - | -- | -- | -- | -- | -- | -- | -- | -- | -- | -- | -- | -- | -- | -- | -- | -- | -- | -- | -- | -- | -- |
| Luogo     | C | T  | T | C  | T | C | T | C | T | C  | T  | C  | C  | T  | C  | T  | T  | C  | C  | T  | C  | T  | C  | T  | T  | C  | C  | T  | C  | T  |
| Risultato | N | P  | V | P  | V | V | N | N | P | P  | P  | P  | V  | N  | V  | P  | P  | P  | N  | N  | V  | V  | N  | P  | P  | N  | N  | V  | N  | P  |
| Posizione | 7 | 11 | 8 | 12 | 8 | 6 | 8 | 8 | 9 | 9  | 11 | 14 | 12 | 12 | 11 | 12 | 12 | 12 | 12 | 12 | 11 | 11 | 11 | 11 | 11 | 12 | 12 | 12 | 12 | 12 |

Legenda:

Luogo: C = Casa; T = Trasferta. Risultato: V = Vittoria; N = Pareggio; P = Sconfitta.

### Statistiche dei giocatori
| T. Andreu           | 27 | 6  | 2 | 1 |
| F. Besseyre         | 26 | 11 | 2 | 0 |
| Y. Bolay            | 11 | 0  | 3 | 0 |
| B. Buntschu         | 4  | 0  | 1 | 0 |
| M. Bühler           | 24 | 3  | 4 | 0 |
| A. Carrupt          | 29 | 4  | 3 | 1 |
| Y. Cavaglia         | 21 | 1  | 6 | 2 |
| K. Chentouf         | 21 | 2  | 2 | 0 |
| C. De La Loma       | 18 | 3  | 1 | 0 |
| A. De Pierro        | 29 | 0  | 3 | 0 |
| I. Diallo           | 15 | 0  | 4 | 0 |
| E. Domo             | 15 | 1  | 4 | 0 |
| C. Gargantini       | 3  | 0  | 1 | 0 |
| N. Gétaz            | 23 | 1  | 5 | 0 |
| Ž. Kostadinović     | 22 | 0  | 1 | 0 |
| D. Luongo           | 24 | 2  | 4 | 0 |
| D. Marques          | 8  | 0  | 0 | 0 |
| R. Mobulu           | 8  | 1  | 1 | 0 |
| B. N'Dzomo          | 29 | 1  | 7 | 0 |
| T. N'Gindu          | 19 | 0  | 5 | 1 |
| A. Nelson           | 6  | 1  | 0 | 0 |
| S. Ramizi           | 10 | 2  | 3 | 0 |
| Q. Rushenguziminega | 2  | 0  | 0 | 0 |
| D. Stadelmann       | 21 | 0  | 4 | 1 |
| L. Zwahlen          | 0  | 0  | 0 | 0 |